# 探偵オペラ ミルキィホームズ 〜overture〜
『探偵オペラ ミルキィホームズ 〜overture〜』（たんていオペラ ミルキィホームズ オーバーチュア）は、2010年に発表された日本の小説。

## 概要
不思議な力「トイズ」を駆使する探偵と怪盗が跋扈する「偵都ヨコハマ」を舞台に、シャーロック・シェリンフォード、譲崎ネロ、エルキュール・バートン、コーデリア・グラウカの4人の少女が探偵を志し、探偵養成機関「ホームズ探偵学院」で邂逅するさまを描いた物語である。
著者の子安秀明は脚本家や小説家として活動しており、ゲームソフト『探偵オペラ ミルキィホームズ』のシナリオや漫画『探偵オペラ ミルキィホームズ』のシナリオも担当している。表紙イラストを担当したたにはらなつきは、EDEN'S NOTESに所属する漫画家、イラストレーターであり、ゲームソフト『探偵オペラ ミルキィホームズ』のメインキャラクターデザインやアニメ『探偵オペラ ミルキィホームズ』のキャラクター原案も担当している。本作はゲームやアニメを単にノベライズしたのでなく、ほとんどが書き下ろしの新作エピソードとなっている。

## ストーリー
不思議な力「トイズ」を持つシャーロック・シェリンフォード（通称：シャロ）、譲崎ネロ、エルキュール・バートン（通称：エリー）、コーデリア・グラウカの4人が、探偵になることを目指してホームズ探偵学院に入学し、4人が出会うまでを描いている。全体として大きく4つに分かれる章立てとなっており、それぞれ「第○幕」と表記されている。また、プロローグとして「序幕」、エピローグとして「終幕」と題した章が、それぞれ設けられている。
第1幕では、病弱な妹のマリア・グラウカのため、著名な探偵小林オペラに手紙を渡そうと奮闘するコーデリアの様子が描かれる。この出来事をきっかけに、マリアはコーデリアとともに姉妹で探偵になりたいとの希望を吐露し、いつかコーデリアと2人で小林に会いたいとの夢を口にした。その妹は亡くなり、コーデリアは遺志を継ぎ、ホームズ探偵学院に入学する。
第2幕では、安楽椅子探偵に憧れホームズ探偵学院に入学したエリーが、コーデリアと友人になるまでが描かれる。エリーは自身のトイズに纏わるトラウマにより対人恐怖症に陥っていたが、学院で知り合ったコーデリアの尽力により、最終的にコーデリアと友人となるに至った。
第3幕では、ホームズ探偵学院の外でネロと知り合ったエリーが、ともに協力して動物虐待犯を捕まえるまでが描かれる。ネロはトイズを持ってはいるが、怪盗でもなければ、探偵にも興味がなかったが、エリーとの出会いをきっかけに学院への入学を志した。
第4幕では、シャロがネロ、エリー、コーデリアの3人と出会い、4人がともに解決した「初めての事件」の顛末が描かれる。全体を通じて、生い立ちも性格も趣味嗜好も大きく異なる4名が、出会い、そして、心を通わせるまでの軌跡が描かれている。

## 他作品との関係
本作は、ブシロードが展開するメディアミックス事業「Project MILKY HOLMES」の作品の一つである。Project MILKY HOLMESは、小説だけでなく、ゲームソフト、テレビアニメ、漫画など、多様な媒体で展開されており、それぞれ内容や時系列に違いがある。
ゲーム版では、ホームズ探偵学院の教官である小林オペラを主人公に据え、小林が指揮する探偵チーム「ミルキィホームズ」の4人とのかかわりを描きつつ、シリアスなストーリーが展開される。それに対して、アニメ版では、小林はほとんど登場せず、代わりにミルキィホームズの4人を主人公としており、コメディタッチのストーリーを展開するギャグアニメとして放送されている。
本作は、ゲーム版に準拠した内容となっている。時系列としては、ゲームソフト『探偵オペラ ミルキィホームズ』で描かれたストーリーの前日譚として位置づけられている。そのため、本作のエピローグである「終幕」では、探偵を廃業した小林が生徒会長に招かれホームズ探偵学院を訪れる様子が描かれているが、これはゲームソフト『探偵オペラ ミルキィホームズ』の冒頭部分とほぼ同じ内容となっている。